# Bryan Bergougnoux
Bryan Bergougnoux (* 12. Januar 1983 in Lyon) ist ein französischer ehemaliger Fußballspieler.

## Karriere
Bergougnoux spielte schon in seiner Jugend bei Olympique Lyon. 2001 kam er aus U-19-Abteilung der Gones zu den Profis. Der wendige Stürmer spielte bis 2005 bei Olympique und gewann insgesamt drei Mal den französischen Meistertitel. 2005 wurde er von FC Toulouse verpflichtet, der Verein zahlte eine Ablösesumme in Höhe von drei Millionen Euro. Nach vier Jahren, in denen er bei Toulouse stets zum Stammkader zählte, wurde er im Sommer 2009 von der US Lecce verpflichtet.

## Erfolge
- Französischer Meister: 2002, 2004, 2005 (mit Olympique Lyon)
- Französischer Supercup-Sieger: 2003, 2004 (mit Olympique Lyon)